# Battarrea phalloides
Battarrea phalloides es una especie de hongo de la familia Agaricaceae, y la especie tipo del género Battarrea. Sus nombres comunes incluyen el globo de tallo escamoso, el zanco arenoso y globo de tallo desértico.
Tiene un tallo leñoso, delgado y peludo o escamoso que generalmente mide hasta 40 centímetros (15,7 pulgadas) de largo. Aunque su apariencia general se asemeja a un agárico con tallo y branquias, encima del tallo hay un saco de esporas, que consiste en un peridio y una gleba interna polvorienta. En la madurez, el saco de esporas se rompe para liberar las esporas. La especie se encuentra en lugares secos y arenosos en todo el mundo, y se ha recolectado en África, Eurasia, Australia y las Américas. No es comestible.

## Taxonomía
La especie fue mencionada por primera vez en la literatura científica en 1784, cuando Thomas Jenkinson Woodward describió una nueva especie encontrada por Mr. Humphreys de Norwich. Fue nombrado por James Dickson en 1785 como Lycoperdon phalloides, y la localidad tipo era Suffolk, Inglaterra. Christian Hendrik Persoon sancionó el nombre cuando se transfirió a Battarrea en su Sinopsis Methodica Fungorum de 1801, un género recientemente circunscrito que lleva el nombre del micólogo italiano Giovanni Antonio Battarra. Los sinónimos incluyen Phallus campanulatus, publicado por Miles Berkeley en 1842 a partir de colecciones realizadas por Charles Darwin en Maldonado (Uruguay) en 1833,  e Ithyphallus campanulatus, una nueva combinación basada en el nombre de Berkeley., publicado por Diederich Franz Leonhard von Schlechtendal en 1933.
El epíteto específico phalloides significa falo similar, y se refiere a la similitud de la volva con el género Phallus. Battarrea phalloides se conoce comúnmente como la "bola de hojaldre con tallos escamosos" y la "bola de arena"; un nombre común dado a la especie B. stevenii es la "baqueta del desierto". En Chipre, se lo conoce localmente como "hongo del burro", un nombre que puede derivarse del hecho de que las esporas alguna vez se usaron como un agente antiséptico y antipruriginoso natural aplicado a las espaldas de los burros, o por su parecido morfológico con el pene del animal.
Históricamente, ha habido incertidumbre sobre si la especie europea conocida como Battarrea stevenii es una especie única o simplemente una variante polimórfica de B. phalloides. El taxón ha sido descrito tanto como una variedad (como B. phalloides var. stevenii por Cleland y Cheel en 1916) como una forma (como B. phalloides f. stevenii por Calonge en 2004). En 1995, el micólogo Roy Watling opinó que B. stevenii se diferencia en que sus esporas tienen un color más anaranjado, son ligeramente más grandes (5-6,5 por 5,75-7 μm, frente a 4,5-5,25 por 4,5-5,75 μm) y están menos ornamentadas. Además, se cree que B. stevenii tiene un fruto de mayor tamaño, un pie más escamoso y carece de mucílago en la volva y en las partes más internas del tallo. Tradicionalmente se ha considerado que la presencia o ausencia de mucílago es la característica significativa que separa a las especies.  En 1904, Lászlo Hollós propuso la idea de una única especie polimórfica; en 1942, Paul Marshall Rea, tras estudiar 25 especímenes del sur de California, llegó a la conclusión de que B. stevenii era conespecífica de B. phalloides y representaba una única especie. Un análisis de varios especímenes europeos -utilizando características macroscópicas y microscópicas, además del análisis molecular de las regiones ITS del ADNr 5,8S- también sugirió que ambas eran conspecíficas. Los autores de este estudio consideraron que las diferencias en la ornamentación de las esporas y en las hifas de los estípites eran insuficientes para discriminarlas como dos especies; sin embargo, señalaron que su incapacidad para localizar el material tipo de ambas especies limitaba el carácter concluyente de su sugerencia. La conspecificidad de las especies fue respaldada en un estudio posterior que utilizó métodos tradicionales y moleculares para comparar especímenes ingleses recogidos en el campo y una amplia gama de material de herbario recogido en todo el mundo. Descubrieron que el material etiquetado como B. stevenii presentaba en general una mayor variedad de tamaños de sombreros y tallos, mientras que el etiquetado como B. phalloides era en general más consistente y de menor tamaño. Sin embargo, el material de B. phalloides que estudiaron procedía generalmente de hábitats similares en el Reino Unido, mientras que el material de B. stevenii procedía de una amplia variedad de lugares y hábitats, lo que sugiere que los factores medioambientales influyen en la morfología del cuerpo del fruto. Entre las pruebas que apuntaban a la conspecificidad se encontraban el continuo tamaño de las esporas entre ambas y la ausencia de diferencias significativas entre su ADN. Sin embargo, en 2006, basándose en un estudio de especímenes recogidos en China, otros científicos las consideraron especies independientes.
Actualmente existe cierto desacuerdo en la literatura sobre si la B. stevensii europea es la misma especie que la B. phalloides.

## Descripción

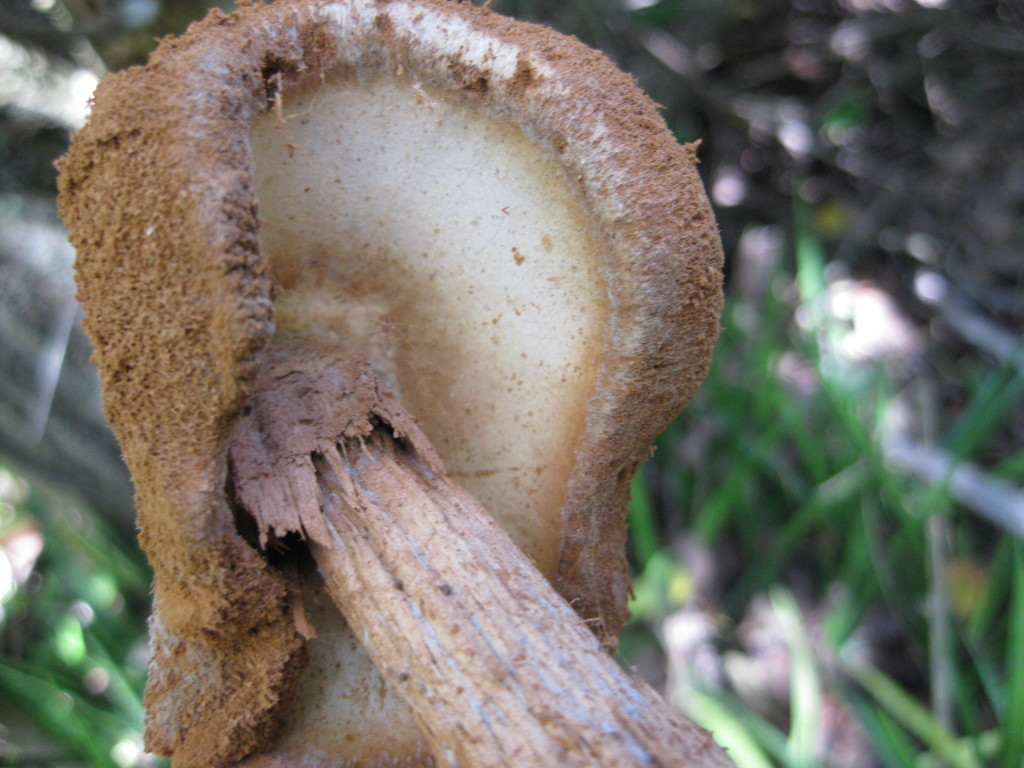
Parte inferior de la superficie con esporas

Los especímenes maduros de Battarrea phalloides se asemejan a la estatura típica de las setas agáricas, con tallo y sombrero. Sin embargo, en lugar de un sombrero con branquias, esta especie tiene un saco de esporas encima del tallo. Cuando es joven, el cuerpo del fruto es aproximadamente esférico y está completamente envuelto en una pared exterior (exoperidio) que más tarde se divide de forma circunscísil (a lo largo de una línea circular o ecuatorial), formando la pared inferior una volva y la parte superior unas escamas que cubren la pared interior. La parte superior se enrolla hacia arriba y hacia atrás y finalmente se desprende en una sola pieza, dejando al descubierto un saco de esporas revestido de un estrecho anillo de capilicio y esporas. Las esporas son pegajosas. A medida que éstas son arrastradas por el viento, la acción desecante de éste hace que los bordes del peridio se arruguen y se enrollen más, dejando al descubierto más esporas. Esto continúa hasta que la mitad superior del peridio se ha arrugado y volado y sólo quedan unas pocas esporas, que pueden ser arrastradas por la lluvia.
El cuerpo del fruto se desarrolla rápidamente; cuando madura, es de color óxido, con una «cabeza» semiesférica a algo cónica de 1 a 3 cm (0,4 a 1,2 pulg.) de diámetro, y con un pedúnculo de hasta 40 cm (15,7 pulg.) de largo por 0,4 a 1,5 cm (0,2 a 0,6 pulg.) de grosor.
Un estudio reportó un espécimen encontrado en México con una longitud de 70 cm (27.6 in). Típicamente, el estuche de esporas mide de 3 a 5 cm (1.2 a 2.0 in) de ancho por 1 a 3.5 cm (0.4 a 1.4 in) de alto. El tallo hueco es café pálido a café, leñoso, y tiene una superficie fibrosa, escamosa, o incluso lanosa. La gleba madura, que eventualmente queda expuesta cuando se desprende el casquete peridial, tiene un color café óxido. El capuchón puede persistir después de que la masa de esporas se haya dispersado y formar una unidad en forma de disco que se desliza por el tallo como un anillo. La frágil volva en forma de saco mide hasta 15 por 13 cm (5,9 por 5,1 pulgadas) de ancho, no está unida al tallo y está formada por dos capas de tejido distintas y separadas. La capa interna se asemeja a las escamas del tallo, formada por hifas de 3-18 μm de diámetro, estrechamente dispuestas (casi paralelas), septadas, escasamente ramificadas, de color ocre amarillento, con pinzas en algunos septos. La capa externa de tejido fúngico es más gruesa, membranosa, a veces con textura corchosa cuando está seca, y de color blanco sucio. Está formada por hifas entrelazadas de color amarillo pálido, difíciles de distinguir individualmente, y sin restos de matriz gelatinosa. Los cuerpos fructíferos pueden persistir varios meses después de secarse.
Las esporas de pared gruesa son aproximadamente esféricas, de color marrón óxido, con verrugas finas y densas, y tienen diámetros de 5-6,5 μm. Los eláteres miden 50-80 por 4-6 μm, y tienen engrosamientos anulares o espirales. El endoperidio está formado por hifas densamente entretejidas de 3-9 μm de diámetro y paredes de menos de 1 μm de grosor; son septadas, ramificadas, de color amarillo pálido, con conexiones en pinza.
La gleba está formada en gran parte por dos tipos de hilos. El pseudocapilicio tiene hifas de hasta 5 μm de diámetro, en su mayoría de paredes finas, lisas, septadas, escasamente ramificadas, de color hialino a amarillo pálido, con pinzas. Los eláteres tienen diámetros de 3,5-7 μm y una longitud de 32-70 μm; son de color amarillo pálido, de paredes lisas, cónicos y cilíndricos con engrosamientos espirales. Los eláteres glebales son aseptados y no ramificados.

### Especies similares
La especie Battarrea diguettii, estrechamente relacionada, se conoce en Estados Unidos, en el desierto de Mojave, y difiere de B. phalloides en que el saco de esporas emerge rasgando la parte superior del exoperidio, en lugar de por ruptura circunscrita. El endoperidio de B. diguettii también es más pequeño, y las esporas emergen a través de una serie de poros en la superficie superior del saco de esporas. Battarrea stevenii puede crecer más alto, hasta 70 centímetros. Podaxis pistillaris, comúnmente conocida como la «melena peluda del desierto», se encuentra en lugares secos similares a B. phalloides, pero se puede distinguir por su capuchón peludo y alargado.

## Hábitat y distribución

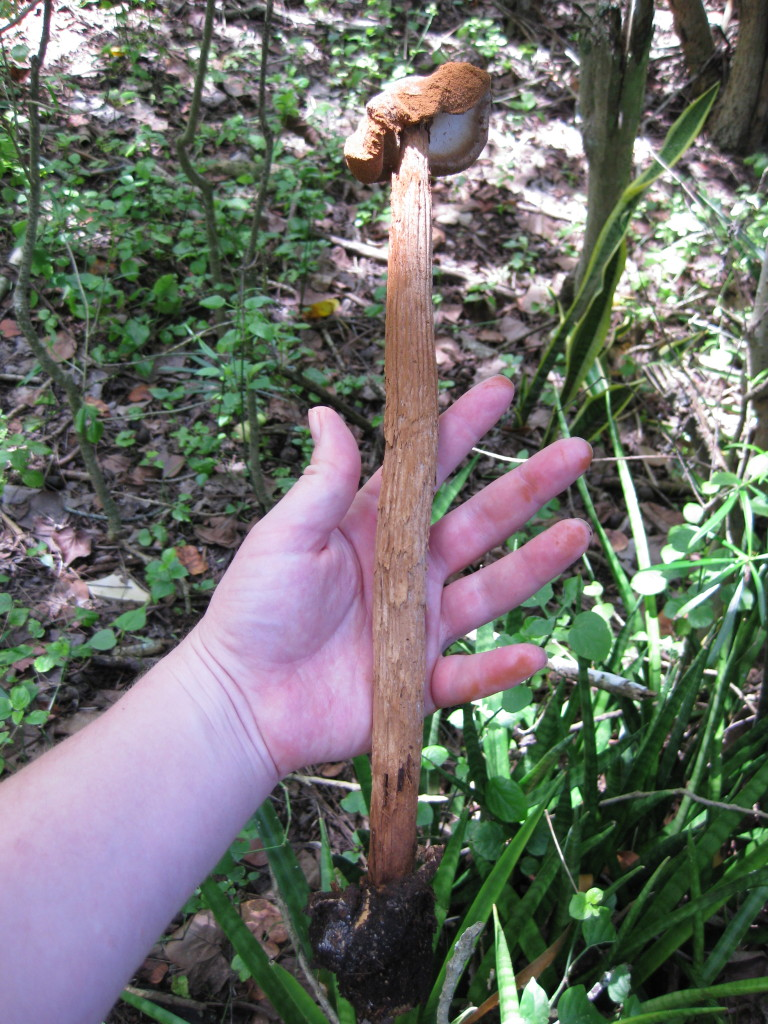
Espécimen de Oahu, Hawái

Battarrea phalloides puede encontrarse de forma solitaria o dispersa en setos secos y arenosos, a veces entre los chupones de los olmos. Es una especie relativamente rara, pero puede ser localmente abundante en algunas localidades. En México, donde sólo se conoce en el norte y centro del país, se ha recolectado generalmente en zonas áridas y semiáridas, sobre dunas costeras, encontrándose desde el nivel del mar hasta los 2.550 m de altura. El hongo se ha asociado con el árbol de hoja perenne de crecimiento rápido Schinus molle, así como con Lycium brevipes, Solanum hindsianum, Salicornia subterminalis, Atriplex linearis, Quercus agrifolia y especies de Opuntia, en dunas costeras. Los cuerpos fructíferos más grandes se encontraron en llanuras aluviales con halófilos (es decir, en Bélgica, se encontraron especímenes en suelos arenosos bajo arbustos muertos de flor de sauco.
En Norteamérica, Battarrea phalloides se ha recolectado en el Territorio del Yukón, oeste de Canadá; EE. UU., donde está confinada al oeste- sur de California, Nuevo México, y Arizona- México, y Hawái. También se ha observado su crecimiento en Sudamérica (Brasil), África (Marruecos), Europa (Bélgica y Macedonia del Norte), China, y Australia.  Debido a la disminución de los avistamientos, en 2005 se concedió protección legal a B. phalloides en Hungría, por lo que su recolección constituye un delito sancionable. En 1998 recibió un estatus de protección similar en el Reino Unido.
El hábitat y el área de distribución de Battarrea stevenii incluyen regiones áridas del oeste y suroeste de Estados Unidos, Australia, Sudáfrica, y varios países europeos, incluida Rusia.

## Comestibilidad
Battarrea phalloides (así como Battarrea stevenii) no es comestible. En Chipre, se consume la forma de huevo inmaduro del cuerpo del fruto. Los especímenes más viejos pueden tener un olor desagradable. Los pastores criollos del Gran Chaco, en el norte de Argentina, utilizan las esporas de B. stevenii como cicatrizante, un producto que favorece la cicatrización mediante la formación de tejido cicatricial.